# Giuseppe Consagno
Giuseppe Consagno (Nocera Inferiore, 6 agosto 1953) è un giocatore di biliardo italiano.

## Caratteristiche tecniche
Giocatore dotato di grande carattere e fantasia. Ottimo esecutore nei tiri di esibizione e nel gioco di sponda.

## Carriera
Nel 1995, a Napoli, vince il campionato italiano 5 birilli categoria Masters e il Gran Premio di Goriziana a Saint Vincent 
Vanta anche due secondi posti, conseguiti nel 2003 e 2004.
Nel 1996 si classifica secondo alla World Cup.
Nel 2012 a Saint Vincent vince il Campionato Italiano a Coppie specialità Goriziana "Tutti Doppi" con il milanese Luca Marzio ("Mostro") Garavaglia 
L'anno successivo, nel 2013 sempre a Saint Vincent suo figlio Vincenzo rinnova la vittoria conquistando lo stesso titolo in coppia con un altro milanese, Riccardo Valloni, 
Padre e figlio gareggiano ancora a grandi livelli

## Curiosità
Nel 2008 ha pubblicato un libro dal titolo Il Biliardo nel... biliardo.
Nel 2016 ha partecipato alla stesura di Le sfumature della mente in un colpo di stecca, libro di Ettore Zubani e Fabio Bardon.
Insieme al figlio Vincenzo, gestisce un'importante sala da biliardo nel centro di Nocera Inferiore.

## Palmarès
I principali risultati
- 1995 Campionato italiano Masters 5 birilli (Napoli)
- 1995 Gran premio goriziana di Saint Vincent
- 2010 Campionato italiano Biathlon (5 birilli + carambola 3 sponde) (Alcamo)
- 2012 Campionato italiano Biathlon (5 birilli + carambola 3 sponde) (Canicattì)
- 2012 Campione italiano a Coppie con Luca Marzio Garavaglia specialità Goriziana Tutti Doppi (Saint Vincent)
- 2013 Campionato europeo per nazioni a Squadre
- 2013 Campionato italiano Biathlon (5 birilli + carambola 3 sponde) (Battipaglia)
- 2025 Campione italiano Seniores  (Saint-Vincent)